# سیارک ۱۳۶۹۹
سیارک ۱۳۶۹۹ (به انگلیسی: 13699 Nickthomas، نامگذاری:1998MU7) سیزده هزار و ششصد و نود و نهمین سیارک کشف شده‌است که در ۱۸ ژوئن ۱۹۹۸ کشف شد.
قدر مطلق سیارک برابر ۲۳.۴ است.